# Cabinet Wirth II
République de Weimar
Wirth I Cuno
Le second cabinet Wirth, du nom du chancelier allemand Joseph Wirth, est en fonction du 26 octobre 1921 au 22 novembre 1922.

## Composition
| Portefeuille                                                                                           | Titulaire | Titulaire                                      | Parti   |
| --- | --------- | ---------------------------------------------- | ------- |
| Chancelier du Reich Ministre des Affaires étrangères (jusqu'au 31/01/1922 puis à partir du 26/06/1922) |           | Joseph Wirth                                   | Zentrum |
| Vice-chancelier Ministre du Trésor                                                                     |           | Gustav Bauer                                   | SPD     |
| Ministre des Affaires étrangères                                                                       |           | Walther Rathenau (du 31/01/1922 au 24/02/1922) | DDP     |
| Ministre de l'Intérieur                                                                                |           | Adolf Köster                                   | SPD     |
| Ministre des Finances                                                                                  |           | Andreas Hermes                                 | Zentrum |
| Ministre de l'Économie                                                                                 |           | Robert Schmidt                                 | SPD     |
| Ministre du Travail                                                                                    |           | Heinrich Brauns                                | Zentrum |
| Ministre de la Défense                                                                                 |           | Otto Gessler                                   | DDP     |
| Ministre de la Justice                                                                                 |           | Gustav Radbruch                                | SPD     |
| Ministre de l'Alimentation et de l'Agriculture                                                         |           | Andreas Hermes (jusqu'au 10/03/1922)           | Zentrum |
| Ministre de l'Alimentation et de l'Agriculture                                                         |           | Anton Fehr (à partir du 31/03/1922)            | BBB     |
| Ministre de la Reconstruction                                                                          | Vacant    | Vacant                                         | Vacant  |
| Ministre des Postes                                                                                    |           | Johannes Giesberts                             | Zentrum |
| Ministre des Transports                                                                                |           | Wilhelm Groener                                | Indép.  |